# María Ruiz
María Ruiz Cruz (Santander, Cantabria, 18 de mayo de 1980) es una actriz, bailarina, guionista, dramaturga y directora española.

## Trayectoria profesional
Comienza su trayectoria artística a través de la danza a la edad de seis años, y a los doce debuta como actriz de Teatro en su ciudad natal. Tras finalizar sus estudios de Danza Clásica y Española en la Academia de Danza Armengou de Santander a los dieciocho años, se traslada en 1998 a Madrid donde comienza a trabajar en diversos Ballets en Televisión y Teatro hasta el año 2004, cuando comienza su carrera como actriz. En cine debutó en la película El asombroso mundo de Borjamari y Pocholo (2004) dirigida por Juan Cavestany y Enrique López Lavigne. Es la protagonista femenina de El camino de los ingleses (2006), película dirigida por Antonio Banderas. También ha protagonizado la película Un buen día lo tiene cualquiera de Santiago Lorenzo (2008) y ha participado en la película experimental El sabor salado de las lágrimas dirigida por Augusto Martínez Torres (2012).
Para televisión ha participado en las series Los simuladores (2007) y El síndrome de Ulises antes de encarnar a Carmina Ordóñez en el telefilme Paquirri.
Como actriz de teatro en 2008 participó en la obra Miles gloriosus. El soldado fanfarrón, versión de la obra Miles gloriosus de Plauto, estrenada en la 54.ª edición del Festival de Mérida; en su propia producción Ayúdame a triunfar (2011); y como Mina en la adaptación de Drácula protagonizada por Emilio Gutiérrez Caba (2012).
Además, ha participado en varios cortometrajes entre los que se encuentran los premiados Another Love (2015) y Echo (2016) dirigido por Víctor Pérez y producido en Stiller Studios (Estocolmo).
Por su papel protagonista en Echo, María Ruiz fue galardonada en 2018 con el premio a mejor actriz en el festival de cine One Reeler de Los Ángeles (Estados Unidos), premio que se suma a otras dos nominaciones recibidos por su trabajo en Another Love en festivales en Australia y Estados Unidos.
Posteriormente realiza sus estudios de cine (filmmaking, guion y dirección) en la London Film Academy de Londres (Reino Unido) en donde reside durante diez años, y comienza a desarrollar su trabajo como guionista. Coescribe junto a Gracia Querejeta la adaptación cinematográfica de la novela de Rosa Montero La Buena Suerte, rodada en 2024. Al mismo tiempo trabaja junto a Antonio Banderas en el Teatro del Soho CaixaBank de Málaga como adaptadora y traductora de los musicales de Broadway Tocando Nuestra Canción (textos y letras) y Gypsy (textos), ambos dirigidos por Antonio Banderas. En la actualidad, prepara el debut en la dirección de su ópera prima, escrita por ella, para 2025.

## Créditos
| Año  | Trabajo                                   | Tipo                   | Rol                        | Director                               |
| ---- | ----------------------------------------- | ---------------------- | -------------------------- | -------------------------------------- |
| 2004 | El asombroso mundo de Borjamari y Pocholo | Largometraje           | Paloma                     | Enrique López Lavigne y Juan Cavestany |
| 2006 | El camino de los ingleses                 | Largometraje           | Luli                       | Antonio Banderas                       |
| 2007 | Un buen día lo tiene cualquiera           | Largometraje           | Maite                      | Santiago Lorenzo                       |
| 2007 | Los simuladores                           | Serie de TV (Cuatro)   | Clara Hurtado              | Jorge Torregrossa                      |
| 2008 | El síndrome de Ulises                     | Serie de TV (Antena 3) | Leonor Phillips Leguineche | Roberto Santiago                       |
| 2008 | Miles gloriosus. El soldado fanfarrón     | Teatro                 | Giulia Macedonia           | Cuco Afonso                            |
| 2009 | Paquirri                                  | Telefilme (Telecinco)  | Carmina Ordóñez            | Salvador Calvo                         |
| 2010 | Ayúdame a triunfar                        | Teatro                 | Jane Rubi                  | Marisa Lull                            |
| 2012 | El sabor salado de las lágrimas           | Largometraje           | Chica                      | Augusto Martínez Torres                |
| 2012 | Drácula                                   | Teatro                 | Mina                       | Jorge de Juan y Eduardo Bazo           |
| 2015 | Another Love                              | Cortometraje           | Kate                       | Víctor Pérez                           |
| 2016 | Echo                                      | Cortometraje           | Emma                       | Víctor Pérez                           |